# Menasseh ben Israel
Menasseh ben Israel (Lisbona, 1604 – Middelburg, 20 novembre 1657) è stato un filosofo e rabbino portoghese ricordato per il suo impegno nella causa della riammissione degli ebrei in Inghilterra.
Le sue opere alimentarono i dibattiti sull'emancipazione ebraica durante l'Illuminismo in Germania.

## Biografia
Menasseh ben Israel nacque in una famiglia di marrani, ovvero ebrei che si erano convertiti al cattolicesimo. Venne battezzato con il nome cristiano di Manuel Dias Soeiro e presto si trasferì con tutta la famiglia ad Amsterdam per via delle persecuzioni dell'Inquisizione.
Nei Paesi Bassi poté partecipare liberamente alla vita ebraica e nel 1622 divenne rabbino della sinagoga Neve Shalom. Cinque anni dopo fondò la prima tipografia ebraica della città, con la quale pubblicò le sue maggiori opere, tra cui il Conciliador (1632–1651), in cui cerca di correggere le incongruenze delle sacre scritture avvalendosi delle sue conoscenze talmudiche, midrashiche e cabalistiche.
Nel 1651 scrisse una lettera aperta a Oliver Cromwell chiedendogli di riammettere gli ebrei in Inghilterra, la causa per la quale viene maggiormente ricordato. Questo suo impegno era probabilmente motivato da ragioni di natura messianica: Menasseh era infatti convinto che le dieci tribù perdute d'Israele si trovassero nell'America appena scoperta, e che la redenzione sarebbe finalmente giunta solo quando la diaspora ebraica avrebbe interessato l'intera terra. Nella lettera indirizzata a Cromwell sostiene che, consentendo il ritorno degli ebrei in Inghilterra, il popolo inglese avrebbe partecipato alla benedizione divina concessa a Israele e avrebbe contribuito ad accelerare la redenzione sostenendo la diaspora ebraica nel mondo. Appellandosi a Cromwell tuttavia menzionò anche ragioni economiche, sostenendo che gli ebrei avrebbero potuto contribuire all'economia inglese, teoria che era stata già sostenuta in precedenza dal rabbino Simone Luzzato nel suo Discorso circa lo stato degli Hebrei et in particular dimoranti nell'inclita città di Venezia (1638).
Un'altra opera importante di Menasseh fu il Vindiciae Judaeorum ("Rivendicazioni degli ebrei", 1656), in cui difese il suo popolo dalle false accuse e dai pregiudizi, come quelli di praticare l'idolatria durante le cerimonie religiose nelle sinagoghe e di maledire i cristiani durante la preghiera.
Gli scritti di Menasseh godettero di ampia popolarità nei secoli successivi. Moses Mendelssohn tradusse in tedesco il Vindiciae Judaeorum, contribuendo ad alimentare i dibattiti sull'emancipazione ebraica durante l'Illuminismo in Germania. Il pensiero di Menasseh influenzò anche John Toland nel redigere la sua Ragioni per naturalizzare gli ebrei in Gran Bretagna e Irlanda (1714).

## Opere
- De termino vitae (1639)
- De creatione problemata XXX (1635)
- De resurrectione mortuorum (1636)
- De la fragilidad humana (1642)
- Nishmat Hayyim
- Thesouros dos dinim
- Piedra gloriosa
- The Hope of Israel (1652)
- Vindiciae Judaeorum (1656)